# Napomyza angulata
Napomyza angulata är en tvåvingeart som beskrevs av Zlobin 1993. Napomyza angulata ingår i släktet Napomyza och familjen minerarflugor. Inga underarter finns listade i Catalogue of Life.